# Avant-lès-Ramerupt
Avant-lès-Ramerupt és un municipi francès situat al departament de l'Aube i a la regió del Gran Est. L'any 2007 tenia 149 habitants.

## Demografia

### Població
El 2007 la població de fet d'Avant-lès-Ramerupt era de 149 persones. Hi havia 60 famílies de les quals 16 eren unipersonals (12 homes vivint sols i 4 dones vivint soles), 20 parelles sense fills i 24 parelles amb fills.
La població ha evolucionat segons el següent gràfic:
Habitants censats

### Habitatges
El 2007 hi havia 65 habitatges, 58 eren l'habitatge principal de la família, 1 era una segona residència i 7 estaven desocupats. 64 eren cases i 1 era un apartament. Dels 58 habitatges principals, 47 estaven ocupats pels seus propietaris, 9 estaven llogats i ocupats pels llogaters i 2 estaven cedits a títol gratuït; 1 tenia dues cambres, 5 en tenien tres, 11 en tenien quatre i 41 en tenien cinc o més. 35 habitatges disposaven pel capbaix d'una plaça de pàrquing. A 22 habitatges hi havia un automòbil i a 31 n'hi havia dos o més.

### Piràmide de població
La piràmide de població per edats i sexe el 2009 era:
| Homes | Edats   | Dones |
| ----- | ------- | ----- |
| 0     | 95 o +  | 0     |
| 0     | 90 a 94 | 0     |
| 0     | 85 a 89 | 0     |
| 0     | 80 a 84 | 0     |
| 4     | 75 a 79 | 12    |
| 0     | 70 a 74 | 0     |
| 4     | 65 a 69 | 4     |
| 0     | 60 a 64 | 4     |
| 4     | 55 a 59 | 0     |
| 4     | 50 a 54 | 4     |
| 8     | 45 a 49 | 4     |
| 8     | 40 a 44 | 8     |
| 8     | 35 a 39 | 16    |
| 16    | 30 a 34 | 4     |
| 8     | 25 a 29 | 0     |
| 0     | 20 a 24 | 0     |
| 8     | 15 a 19 | 4     |
| 8     | 10 a 14 | 8     |
| 16    | 5 a 9   | 0     |
| 0     | 0 a 4   | 8     |

## Economia
El 2007 la població en edat de treballar era de 95 persones, 77 eren actives i 18 eren inactives. De les 77 persones actives 71 estaven ocupades (41 homes i 30 dones) i 6 estaven aturades (5 homes i 1 dona). De les 18 persones inactives 4 estaven jubilades, 5 estaven estudiant i 9 estaven classificades com a «altres inactius».

### Ingressos
El 2009 a Avant-lès-Ramerupt hi havia 55 unitats fiscals que integraven 151 persones, la mediana anual d'ingressos fiscals per persona era de 19.240 €.

### Activitats econòmiques
Dels 7 establiments que hi havia el 2007, 1 era d'una empresa extractiva, 1 d'una empresa de construcció, 2 d'empreses de comerç i reparació d'automòbils, 1 d'una empresa de transport, 1 d'una empresa immobiliària i 1 d'una empresa de serveis.
L'únic servei als particulars que hi havia el 2009 era un paleta.
L'any 2000 a Avant-lès-Ramerupt hi havia 15 explotacions agrícoles que ocupaven un total de 1.720 hectàrees.

## Poblacions més properes
El següent diagrama mostra les poblacions més properes.